# Vina (Vrgorac)
Vina je malo selo nedaleko Vrgorca, u Splitsko-dalmatinskoj županiji. 

## Zemljopisni položaj
Selo je ime dobilo po svome smještaju, jer Vina se nalaze između 4 brda. U početku se htjelo nazvati Vijenac poslije Vinac i na kraju Vina.

## Stanovništvo
Selo ima približno 200 stanovnika. U zadnjih 15 godina stanovništvo se smanjilo za 47 posto, uvjetovano ratom, emigracijama u Australiju, Njemačku, Argentinu i još neke zemlje.
| broj stanovnika | 132   |       | 154   | 166   | 201   | 246   | 230   | 252   | 264   | 263   | 252   | 211   | 202   | 187   | 184   | 134   | 115   |
|                 | 1857. | 1869. | 1880. | 1890. | 1900. | 1910. | 1921. | 1931. | 1948. | 1953. | 1961. | 1971. | 1981. | 1991. | 2001. | 2011. | 2021. |

## Povijest
U Vina su prvi došli Franići iz Makarske 1636. godine

## Vanjske poveznice
- Grad Vrgorac

|  | Portal Hrvatske – Pristup člancima s tematikom o Hrvatskoj. |